# Botond Csoma
Botond Csoma (n. 18 februarie 1975, Cluj-Napoca, România) este un deputat român, ales în 2016.